# Département du Nyong-et-Mfoumou
Département du Nyong-et-Mfoumou är ett departement i Kamerun.   Det ligger i regionen Centrumregionen, i den centrala delen av landet, 100 km öster om huvudstaden Yaoundé.